# Tania Kadokura
Tania Kadokura (jap. 門倉 多仁亜, Kadokura Tania; * 1966 in Kōbe) ist eine deutsch-japanische Sachbuchautorin und Fernsehjournalistin mit dem Spezialgebieten Essen, Trinken und Wohnkultur. 

## Leben
Tania Kadokura wurde als Tochter einer deutschen Mutter und eines japanischen Vaters  in Kōbe auf der Insel Honshū geboren, lebte jedoch lange Zeit in Deutschland, dem europäischen Ausland und den Vereinigten Staaten von Amerika.
Sie studierte zunächst an der Internationalen Christlichen Universität in Tokio, bevor sie sich in London schwerpunktmäßig der Kochkunst widmete.
Ihre mediale Karriere begann sie beim öffentlich-rechtlichen Fernsehsender NHK, wo sie zunächst in der Deutschen Kochecke auftrat. Inzwischen ist Kadokura zu einer in Japan bekannten Medienfigur avanciert.

## Veröffentlichungen
- Coffee time no okashi: Minna ni aisarete kita kuchen to torte (コーヒータイムのお菓子 みんなに愛されてきたクーヘンとトルテ, „Süssigkeiten zur Kaffeezeit: Von allen geliebte Kuchen und Torten“). Bunka Shuppan Kyoku, Tokio 2006, ISBN 4-579-20982-6.
- Tania no doitsu-shiki heyazukuri: Chiisana kūkan de sukkiri kurasu seiri / shūnō no kotsu (タニアのドイツ式部屋づくり 小さな空間ですっきり暮らす整理・収納のコツ, „Tanias deutsche Raumgestaltung: Kniffe zum Ordnen und Aufbewahren zum schönen Leben auf kleinem Raum“). Softbank Creative, Tokio 2007, ISBN 978-4-7973-4105-8.
- Tania no doitsu-shiki kitchen: Gōriteki de atatakana, ryōri to daidokoro no tsukurikata (タニアのドイツ式キッチン 合理的であたたかな、料理と台所のつくり方, „Tanias deutsche Küchen: How-to für zweckmäßige warme Gerichte und warmherzige Küchen“). Softbank Creative, Tokio 2008, ISBN 978-4-7973-4593-3.
- Doitsu-shiki kurashi ga simple ni naru shūkan (ドイツ式暮らしがシンプルになる習慣, „Gepflogenheiten um simpel einen deutschen Haushalt zu bekommen“). Softbank Creative, Tokio 2011, ISBN 978-4-7973-6541-2.
- Doitsu-shiki kokochiyoi sumai no tsukurikata: Mane shitai interior lifestyle (ドイツ式心地よい住まいのつくり方 真似したいインテリア・ライフスタイル, „How-to für eine deutsche gemütliche Wohnung: Inneneinrichtungs-Lifestyle den man imitieren möchte“). Kōdansha, Tokio 2012, ISBN 978-4-06-217931-7.
- Tania no doitsu-shiki seirijutsu – kanzenban: Mono – jūhō – jikan no mochikata – shimaikata – kangaekata (タニアのドイツ式整理術・完全版 モノ・情報・時間の持ち方・しまい方・考え方, „Tanias deutsche Ordnungstechnik – Vollständige Ausgabe: Aufbewahrungs-, Erledigungs- und Denkweisen für Dinge, Informationen und Zeit“). Shūeisha, Tokio 2012, ISBN 978-4-08-786017-7.
- Tania no doitsu-shiki simple ryōri: Liebe geht durch den Magen (タニアのドイツ式シンプル料理 Liebe geht durch den Magen, „Tanias deutsche Hausmannskost“). NHK Shuppan, Tokio 2013, ISBN 978-4-140-33278-8.
- Tania no doitsu-shiki daidokoro kanrijutsu: Kondate no kurimawashi – seiri – sōji… daidokoro shigoto no subete (タニアのドイツ式台所管理術 献立のくり回し・整理・掃除……台所仕事のすべて, „Tanias deutsche Küchenführungstechnik: Menü-Geldhaushaltung – Ordnung – Putzen … Alles über Küchenarbeit“). Shūeisha, Tokio 2013, ISBN 978-4-08-786032-0.
- Tania no doitsu-shiki simple wafū kondate (タニアのドイツ式シンプル和風献立, „Tanias deutsche simple japanische Gerichte“). NHK Shuppan, Tokio 2014, ISBN 978-4-140-33283-2.
- We’re ringo Lovers (we'reりんごLovers, „Wir sind Apfel-Liebhaber“). Shufu to Seikatsusha, Tokio 2014, ISBN 978-4-391-14502-1.